# Cadillac Escalade
El Cadillac Escalade és un vehicle de tipus full size SUV comercialitzat sota la marca Cadillac, que pertany a General Motors.
Aquest va ser el primer vehicle d'aquestes característiques que posava a la venda el fabricant nord-americà, l'any 1999; de fet, va ser la resposta als rivals japonesos, alemanys i americans, en el cas de Ford Motor Company amb el Lincoln Navigator; tant és així que un cop es va aprovar el projecte de fabricació d'aquest vehicle, va passar a fabricar-se en tan sols 10 mesos. La versió EXT procedeix de la planta de Silao, Mèxic.